# Eugenia diminutiflora
Eugenia diminutiflora är en myrtenväxtart som beskrevs av Gerda Jane Hillegonda Amshoff. Eugenia diminutiflora ingår i släktet Eugenia och familjen myrtenväxter.
Artens utbredningsområde är Kongo. Inga underarter finns listade i Catalogue of Life.